# Mort Meskin
Mort Meskin (né le 30 mai 1916 à Brooklyn et mort le 29 mars 1995 à Yonkers) est un dessinateur de bande dessinée américain qui a travaillé pour l'industrie du comic book de 1938 à 1965 puis dans la publicité jusqu'à sa retraite en 1982.

## Biographie
Morton Meskin, dit Mort Meskin, naît le 30 mai 1916 dans le quartier de Brooklyn à New York. Il est très tôt attiré par le dessin et à l'université il est responsable artistique du journal de l'établissement. Une fois diplômé de l'institut Pratt et de l'Art Students League de New York, il commence à travailler pour le studio Iger et Eisner en 1938. Il commence par travailler sur la série Sheena publié par Jumbo Comics. Il part ensuite travailler pour le studio d'Harry Chesler où il dessine des séries pour MLJ (Ty-Gor: Son of Tiger, The Press Guardian Dick Storm) mais aussi des histoires de super-héros comme Bob Phantom, Mr Satan, Shield et Wizard. En 1941, il rejoint DC Comics où il travaille sur des séries comme Vigilante, Wildcat, Starman et surtout Johnny Quick. Mort Meskin quitte DC juste après la fin de seconde guerre mondiale et crée avec Jerry Robinson un studio où ils créent pour Spark Publications Atoman et Golden Lad et pour Better Publications/Standard  The Fighting Yank et Black Terror. Parallèlement à son activité de dessinateur il donne des cours à l'institut Pratt. Quand, après-guerre, les super-héros n'intéressent plus les lecteurs de comics et que les éditeurs s'intéressent à d'autres genres, il dessine des histoires d'horreur pour Atlas Comics. C'est aussi durant cette période qu'il quitte son studio pour rejoindre celui de Jack Kirby et Joe Simon. Il y dessine de nombreuses séries : Boy's Ranch (publiés par Harvey Comics), Black Magic (publiés par Crestwood Publications), Headline, Justice Traps the Guilty, Captain 3D, Young Romance, etc. En 1954, l'instauration du Comics Code oblige de nombreux éditeurs à cesser leurs activités. Ainsi, Kirby et Simon sont-ils obligés de fermer leur studio. Meskin revient alors chez DC et dessine des comics dans différents genres (guerre, sentimental, science-fiction, etc.). Il y reste jusqu'en 1965 puis quitte le monde des comics pour travailler dans une agence de publicité, d'abord en tant que dessinateur puis comme directeur artistique. Il s'occupe d'affiches ou de publicités dessinées mais aussi de préproduction de publicité télévisée. En 1982, il prend sa retraite. Il meurt le 29 mars 1995 à Yonkers,.

## Prix et récompenses
- 1999 : Temple de la renommée Jack Kirby (à titre posthume)
- 2013 : Temple de la renommée Will Eisner (à titre posthume, choix du jury)[3].